# Phaenomonas pinnata
Phaenomonas pinnata är en fiskart som beskrevs av Myers och Wade, 1941. Phaenomonas pinnata ingår i släktet Phaenomonas och familjen Ophichthidae. IUCN kategoriserar arten globalt som livskraftig. Inga underarter finns listade i Catalogue of Life.